# Georges Guiai Bi Poin
Georges Guiai Bi Poin (né le 31 décembre 1954 à Gounela) est un général de division de la gendarmerie ivoirienne, qui dirigeait l'école de gendarmerie d'Abidjan et le Centre de commandement des opérations de sécurité Cecos (unités spéciales).

## Biographie
Georges Guiai Bi Poin est un général de division de gendarmerie ivoirien qui dirige le Centre de commandement des opérations de sécurité (Cecos)
En novembre 2004, il est présent lors des manifestations hostiles à la France après le bombardement d'un cantonnement de l'armée française à Bouaké, bombardement ayant entraîné, en riposte, la destruction de l'aviation ivoirienne. Il commandait les soixante gendarmes chargés de maintenir l'ordre. C'est l'un des principaux témoins cités par les médias accusant l'armée française d'avoir délibérément ouvert le feu sur des civils ivoiriens désarmés qui assiégeaient l'Hôtel Ivoire.

## Crise politique 2010-2011
En décembre 2010, il prête serment d'allégeance envers Laurent Gbagbo, à l'issue de sa réélection face à Alassane Ouattara.
La situation politique finit par déboucher sur une reprise des combats entre forces pro-Gbagbo et les FRCI. Abidjan étant encerclé le 31 mars 2011, Philippe Mangou, chef d'état-major des armées se réfugie alors à l'ambassade d'Afrique du Sud. Les généraux Georges Guiai Bi Poin, commandant du Cecos, et Bruno Dogbo Blé, commandant de la garde républicaine se chargent de la défense d'Abidjan jusqu’à l'intervention internationale d'unités de l'ONUCI et de la Force Licorne.

## Décorations

Commandeur de l'ordre national de la Légion d'honneur
Officier de l'ordre national du Mérite
Officier de l'ordre du Mérite maritime
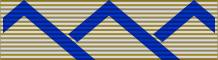
Médaille de reconnaissance de la Nation
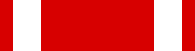
Grand officier de l'ordre pro Merito Melitensi